# Lavandeira (mitología)

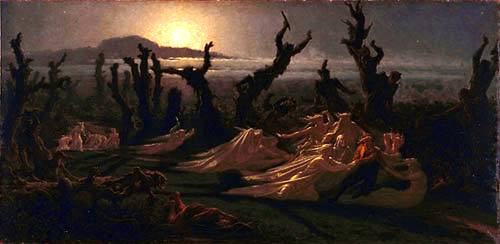
Las lavanderas de la noche, cuadro del pintor francés Yan' Dargent.

Las lavandeiras (en español y cántabro lavanderas, en euskera garbigileak, en asturiano llavanderes), son espíritus de la mitología gallega y del folclore español, con origen en la mitología celta, que también aparecen en el norte de España, principalmente en Galicia, Asturias, Cantabria y  Euskadi; Portugal, Bretaña, Francia (en francés Laveuse), Escocia e Irlanda. Según las diferentes leyendas o mitos son ancianas arrugadas que frecuentan los ríos, lavaderos y fuentes, donde trabajan con gesto hipnótico e incansable, invitando a los que pasan cerca a ayudarlas (y si le piden que les ayude a retorcer la ropa, deberá tener cuidado de no hacerlo en el mismo sentido que ellas). A veces se las representa durmiendo en las ramas de las encinas o en las grutas de los bosques, y en muchas tradiciones aparecen en noches de luna llena (o también sin luna) a orillas de los ríos, donde lavan las sábanas manchadas con sangre que nunca desaparece. Víctimas de una maldición o superstición parecen referirse a mujeres que murieron en el parto o que dejaron morir a sus hijos sin bautizarlos (en la versión católica ortodoxa tradicional). Piden ayuda a los vivos para retorcer y escurrir sus sábanas, y si por miedo o insolidaridad se niegan, el gesto puede causarles la muerte.
En la mitología celta recogida en las leyendas de Cu Chulainn, el druida amigo del protagonista le advierte antes de la batalla de que hay una lavandera en el río y que si él se acerca allí morirá. El héroe le responde que no teme que un fantasma lave ropa ensangrentada. Y, más tarde, muere en la batalla.

## Versiones
En Asturias y Cantabria y alguna zona de Galicia se cuenta como en tiempos de la Reconquista, aún con media España ocupada por tropas musulmanas, era costumbre que los guerreros moriscos atacaran las aldeas y se llevasen a la gente joven cautiva para que les sirviesen como siervos en los trabajos más pesados.
Las madres de las aldeas sabían el peligro que corrían sus pequeños, así que, al menor indicio de presencia de los “moros” por el lugar, escapaban a los montes a esconder a sus hijos en las cuevas hasta que pasase el peligro.
A veces las cosas no salían del todo bien, y algunas madres eran capturadas y separadas de sus pequeños, lo que ha dado origen a otra leyenda, la que habla de los “meninos” o “meniños”, una raza de pequeños duendecillos que habitan en cuevas como si se tratase de una sociedad adulta... Se dice que los más mayores cuidan de los más pequeños, pero que ninguno llega a aparentar más de 12 o 13 años... aunque como todas las criaturas mágicas, pueden tener miles de años o quien sabe, quizá como se sospecha de duendes y hadas, ser inmortales.
Se dice que estos niños hada son los pequeños que, al no regresar sus madres, encontraron ayuda de las hadas y sobrevivieron en los bosques de media España, en el norte, la leyenda ha sobrevivido unida a la de las lavanderas, mientras que en otras partes, ya se ha perdido su origen.
En la literatura irlandesa medieval, las escenas representan criaturas femeninas lavando sábanas o sudarios ensangrentados como signo de las muertes que se avecinan en futuras batallas. Debido a la mezcla de conceptos paganos y cristianos en estos textos, la interpretación es difícil. Pero para muchos especialistas, estas escenas en los muelles son una referencia al Otro Mundo Celta y a las antiguas diosas de la guerra.
En La Civilisation Celtique, Françoise Le Roux y Christian-Joseph Guyonvarc’h hacen la conexión entre la lavandera de la noche y el mito de la diosa celta Morrigan, que anuncia la muerte del héroe Cúchulainn lavando su ropa ensangrentada en un río.
El carácter de la lavandera de noche (bean nighe) parece estar presente en el folklore medieval y antiguo de las regiones de habla gaélica (Escocia e Irlanda), como un presagio de las muertes venideras. En el folclore más moderno de estas regiones, las leyendas de la lavandera parecen menos frecuentes y el papel de mensajero de la muerte es generalmente asumido por el “gritón”, ahora conocido como la banshee, que anunciaba a los muertos gritando melodías funerarias.

## Otras características
Se presentan como mujeres (jóvenes o viejas) que se pueden ver las noches de luna llena o con las primeras luces del alba, que lavan en los ríos o fuentes sábanas o trapos, normalmente manchados de sangre y que piden a los transeúntes que les ayuden a “retorcer” (escurrir) las prendas que acaban de lavar.
- Si la mujer es mayor tendrá el cabello blanco y el rostro muy arrugado. Sus ojos suelen estar enrojecidos y visten de negro o amarillo. Tienen una voz desagradable y se las reconoce muy bien por el sonido que hacen con las palas golpeando las sábanas que están lavando en el agua.

- Si la mujer es joven, tendrá gran belleza y suele ser pelirroja. Normalmente se las oye cantar y tienen una voz muy seductora.[6]

Por estas características, de aquí proviene la leyenda de la Siguanaba, una versión americana de esta misma leyenda que se dice que es una mujer que lava ropa por los ríos, lagunas o fuentes de agua, que seduce a los hombres para luego matarlos. De hecho, son el mismo personaje, cuya leyenda fue traída por los conquistadores españoles en América, con tal de controlar la población mestiza e indígena en el nuevo mundo.
Hay historias que dicen que si quieres encontrarte con una lavandeira deberás recorrer 7 o 9 fuentes de agua, de las que no secan en verano. Cuando vayas por la séptima o la novena seguro que te encontrarás con una de ellas.